# Антонов, Леонид Иванович
Леони́д Ива́нович Анто́нов (29 июля (11 августа) 1888, с. Дунаево, Смоленская губерния — 26 августа 1969, Луга, Ленинградская область) — советский военно-морской деятель, инженерный работник и преподаватель, заместитель начальника Высшего военно-инженерного училища им. Ф. Э. Дзержинского, инженер-контр-адмирал (04.06.1940).

## Биография
Окончил Петербургский электротехнический институт (1907—1914), морское инженерное училище (экстерном) (1915), минный офицерский класс (1916).
На службе с 1914 года младший, а затем старший минный офицер на крейсерах «Громобой» и «Россия», электротехник Северного района службы связи Балтийского моря. Инженер-механик, мичман (30.07.1915).
После Октябрьской революции продолжил службу старшим минным специалистом линкора «Гангут». С 23 февраля 1918 г. в Морских силах Республики. С 31 мая 1920 г. помощник флагманского механика Шлиссельбургской базы. С 30 ноября 1920 г. вновь старший минный специалист на линкоре «Гангут». С 30 мая 1921 г. флагманский электротехник штаба Морских сил Балтийского моря. С 30 ноября 1923 г. на преподавательской работе в Высшем военно-морском инженерном ордена Ленина училище им. Ф.Э. Дзержинского, где вырос от рядового преподавателя до заместителя начальника училища. С 30 мая 1924 г. помощник начальника учебного отдела, с 30 октября 1925 г. вновь преподаватель, с 31 декабря 1932 г. начальник кафедры электромеханики, с ноября 1939 г. начальник кафедры электромеханики, с 29 февраля 1940 г. заместитель начальника училища по учебной и научной работе, с 29 октября 1943 г. заместитель по учебно-строевой части, с января 1946 г. вновь заместитель начальника по УНР.
С августа 1948 в отставке.

## Награды
- Два ордена Ленина (05.12.1938, 21.02.1945[6]);
- Два ордена Красного Знамени (03.11.1944[7], 06.11.1947);
- Юбилейная медаль «XX лет Рабоче-Крестьянской Красной Армии» (22.11.1938);
- Медаль «За победу над Германией в Великой Отечественной войне 1941—1945 гг.» (15.08.1945)[8];
- Другие медали.

## Воинские звания
- Инженер-флагман 3-го ранга (1938)[9][10];
- Инженер-флагман 2-го ранга (03.11.1939);
- Инженер-контр-адмирал (04.06.1940)[11]

## Публикации
- Учебник «Электрические измерения» (1925);
- Учебник «Синхронные машины» (1937)